# Ледоколы России
- Регистровая книга судов
- Классификация Российского морского регистра судоходства

## Неледокольные арктические суда героического периода

### Великая Северная экспедиция
- Тобол (дубель-шлюпка) — Овцын,
- Якутск (дубель-шлюпка) — Прончищев и Челюскин
- Надежда (дубель шлюпка) — Вальтон
- Обь-почтальон (бот) — Минин

### Вторая Камчатская экспедиция
- Святой Гавриил (бот) —  Беринг, геодезист М. С. Гвоздев и подштурман И. Федоров в ходе экспедиции А. Ф. Шестакова и Д. И. Павлуцкого 1729—1735 годов.
- Святой Пётр (пакетбот) — Беринг
- Святой Пётр (гукор) — Беринг
- Святой Павел (пакетбот) — Чириков

### Спасательная экспедиция под командованиемИсхака Ислямова— поиск Русанова, Брусилова, Седова
- Герта (шхуна) (бывш норв. Hertha) [radikal.ru/F/i068.radikal.ru/0906/62/4930443a1a21.jpg.html] — Исхак Ислямов (поиск Русанова, Брусилова, Седова)

Барк «Эклипс»

- Эклипс (Ломоносов) (бывш норв. Eclipse) [radikal.ru/F/s58.radikal.ru/i159/0906/46/20af047cfca6.jpg.html] [radikal.ru/F/s44.radikal.ru/i105/0906/4a/7703efb5ed34.jpg.html] — Свердруп (поиск Русанова, Брусилова, Седова)
- Печора (пароход) — П. А. Синицынкто-нибудь знает полное имя? (поиск Русанова, Брусилова, Седова)
- Андромеда (паровая шхуна) (Andromeda?) — Поспелов (поиск Русанова, Брусилова, Седова)

### Иные
- Андрей Первозванный (Мурман) — Брейтфус
- Пахтусов (судно) (1898) экспедиция Северного Ледовитого океана 1900—1902 годов (первая) Варнек, Александр Иванович
- Дмитрий Солунский (паровая шхуна)  Поспелов (недоступная ссылка)
- Помор (паровая шхуна) Мурманской научно-промысловой экспедиции, Поспелов, раздавлена льдами в 1904

## Паровые

### Ранние конструкции
- Пайлот
- Луна — тип «Пайлот»
- Заря — тип «Пайлот»
- Бой — тип «Пайлот»
- Буй — тип «Пайлот»

### Ньюфаундлендские зверобои
- Александр Сибиряков (корабль) — «Беллавенчур»
- Владимир Русанов (ледокол) — «Бонавенчур»
- Георгий Седов (пароход) «Беотик»
- Семён Дежнёв — «Адвенчур»

### Ньюфаундлендские паромы
- Садко (ледокол) — «Линтрос»
- Малыгин (ледокол) — «Брюс»
- Ф. Литке (ледокол) — «Канада»
- Иван Сусанин (ледокол) — «Минто» (Minto), «Лейтенант Дрейер»

### Дореволюционной российской постройки

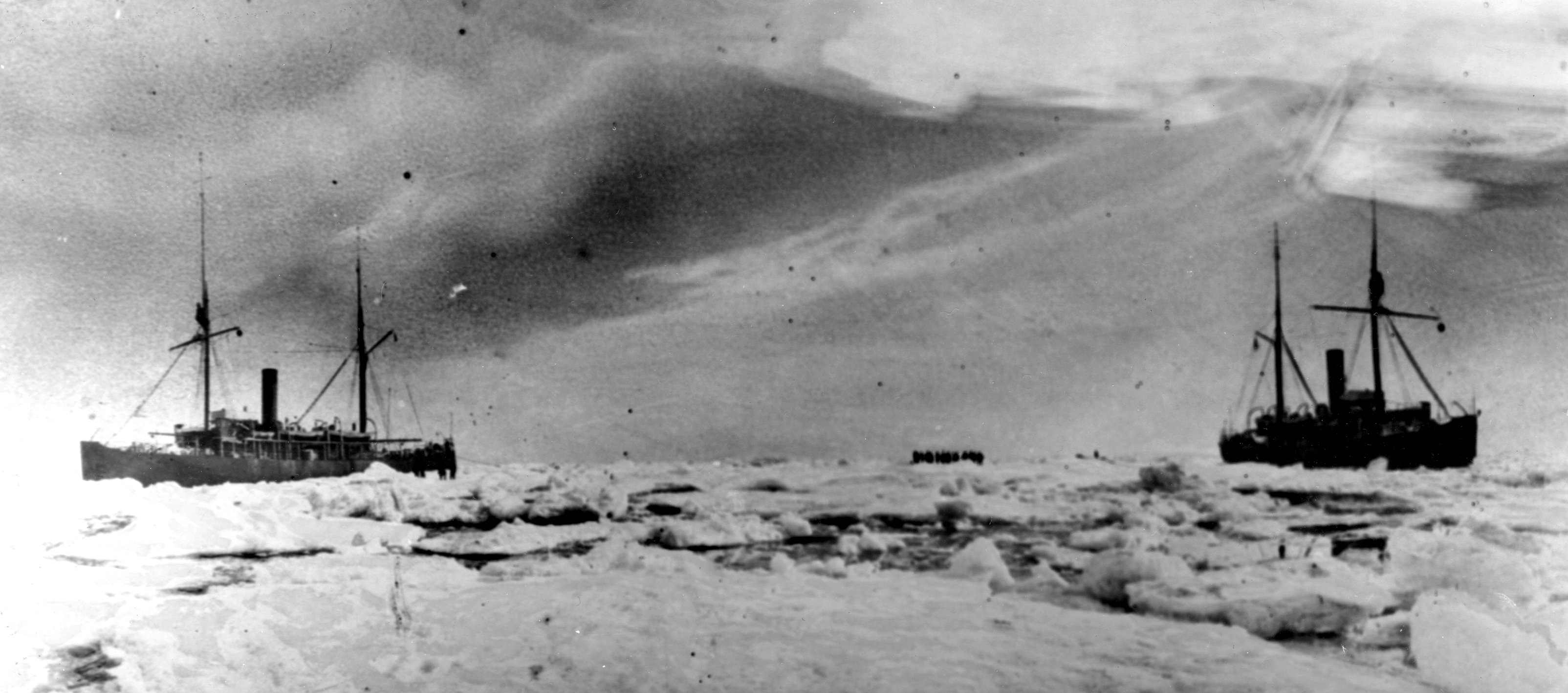
Ледокольные пароходы «Таймыр» и «Вайгач»

Вайгач (ледокол, 1909)

- Владимир (ледокол)
- Вайгач (ледокол, 1909)
- Таймыр (ледокол, 1909)

### Шведская постройка
- Трувор (Слейпнер)

### Российский заказ, шведская постройка
- Силач
- Ледокол 1
- Муртайя[англ.]
- Пётр Великий (ледокол)

### Российский заказ, норвежская постройка
- Ледокол 2

### Российский заказ, британская постройка

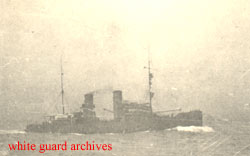
Ледокол «Козьма Минин» в горле Белого моря. 1920 г. Фотоальбом ген. Миллера. 1920 г.

- Саратовский ледокол
- Ермак (ледокол, 1898)
- Ледокол 3
- Сампо (ледокол, 1898)[англ.]
- Тармо (ледокол, 1907)
- Красин (Святогор)
- Ленин (Александр Невский, Владимир Ильич)
- Добрыня Никитич (ледокол)
- Степан Макаров (Князь Пожарский, Лейтенант Шмидт)  Архивная копия от 26 октября 2007 на Wayback Machine
- Козьма Минин (Кастор)

- Илья Муромец (Поллукс)
- Ледокол № 6
- Ледокол № 7 (семерка)

### Канадская постройка

Ледокол «Микула Селянинович» в плавучем доке «Duke of Connaught» перед отплытием в Россию, 1916 год

- Микула Селянинович («J. D. Hazen», CGS Mikula)   — выкуплен на этапе постройки, существовал однотипный CCGS «N.B. McLean»
- Мильнер (портовый ледокол)
- Горн (портовый ледокол)

### Российский заказ, германская постройка
- Город Ревель (Октябрь)
- Аванс (ледокол)[англ.]
- Гайдамак (ледокол)
- Волынец (Царь Михаил Фёдорович, Суур Тылл)

### Российский заказ, датская постройка
- Надёжный (ледокол) (1896—1957) он же канонерская лодка «Красный Октябрь», «Капитан Давыдов», «Давыдов»

### Советской постройки
- Торос (ледокол)
- В. Молотов (Адмирал Макаров)
- И. Сталин (Сибирь)
- Л. Каганович (ледокол)
- Анастас Микоян (ледокол) — «О. Ю. Шмидт»
- Гидрографические суда типа «Океан»: Океан (ледокол), Охотск (ледокол), Мурман

### Советский заказ, датская постройка
- Челюскин (пароход)

### Трофеи
- Сибиряков (Яакарху)
- Малыгин (Войма)

### Байкальские ледоколы
- Ангара (ледокол)
- Байкал (паром-ледокол)

### Прочие и не установленные
- Октябрь (Штадт Ревель, портовый ледокол)
- Силач (портовый ледокол)
- Каспий (ледокол)
- Семен Челюскин (Айсланд)
- Рогдай (ледокольный пароход)
- Трувор (портовый ледокол)
- Огонь (портовый ледокол)
- Алеша Попович (ледокол)

## Дизельные

### Ленд-лиз, класс Wind
- Адмирал Макаров (Southwind)
- Капитан Белоусов (Северный Ветер, Northwind)
- Северный Полюс (Westwind)

### Портовые ледоколы
- Дудинка (портовый ледокол)

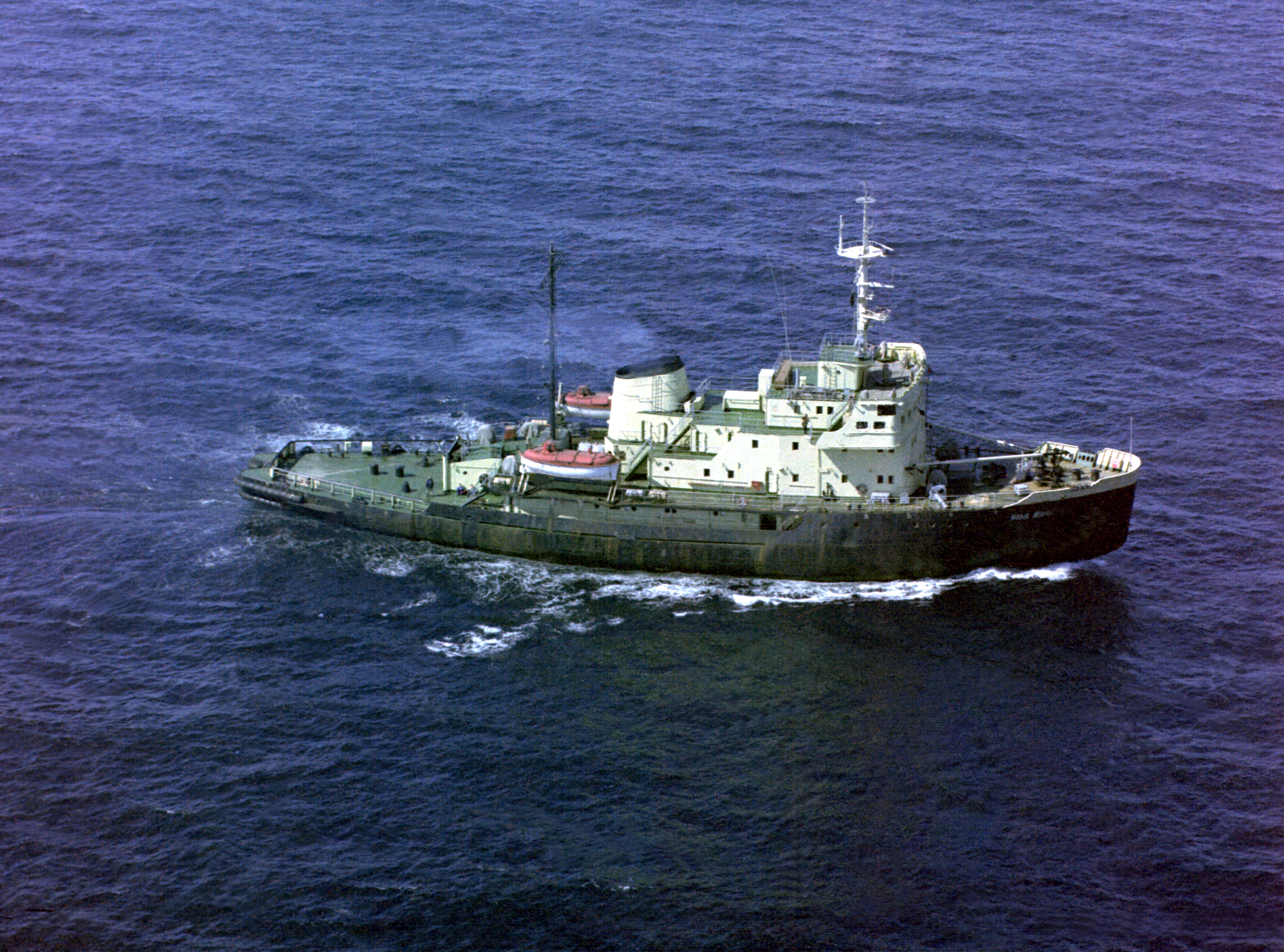
Илья Муромец (пр. 97К), июнь 1990

- Иван Крузенштерн (портовый ледокол)
- Семён Дежнёв (портовый ледокол)
- Кару (портовый ледокол)
- Тор (портовый ледокол)
- Юрий Лисянский (ледокол)
- Федор Литке (портовый ледокол)
- Магадан (портовый ледокол)

### Портовые ледоколы тип Капитан М. Измайлов
- Капитан М. Измайлов (ледокол) 15.06.1976 (Санкт-Петербург)
- Капитан Косолапов (ледокол) 14.07.1976 (Архангельск)
- Капитан А.Раджабов (ледокол) 05.10.1976, списан 04.08.1999 (Каспийское море, Азербайджан)  (недоступная ссылка)

### Ледоколы река-моретип Капитан Чечкин, проект 1105(6 судов)
- Капитан Чечкин (ледокол)

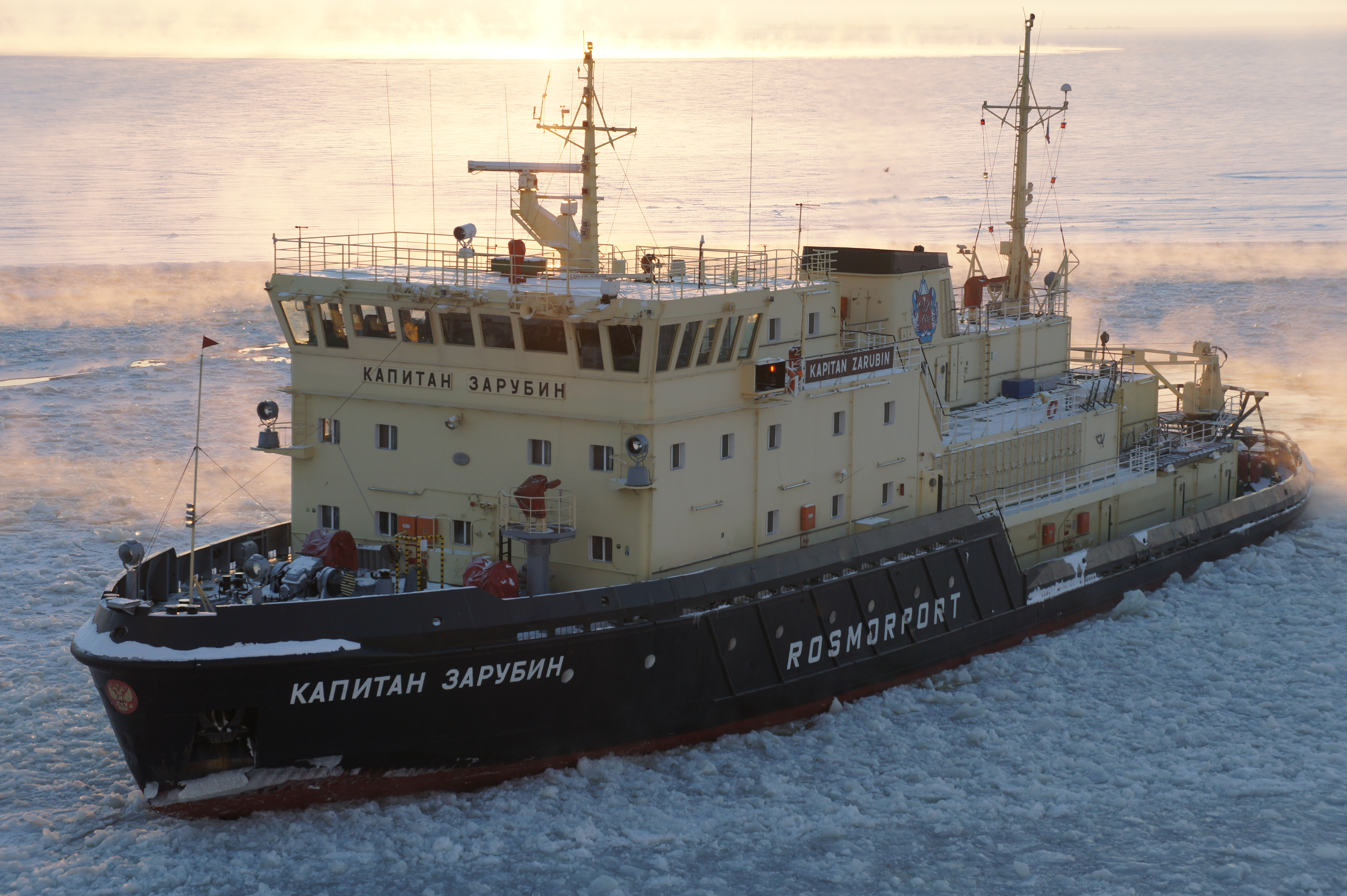
Капитан Зарубин, 2011

- Капитан Чадаев (ледокол)
- Капитан Плахин (ледокол)
- Капитан Букаев (ледокол)
- Капитан Крутов (ледокол) — Ейск, владелец ФГУП «Росморпорт»  (недоступная ссылка)
- Капитан Зарубин (ледокол)

### Ледокольные сторожевые

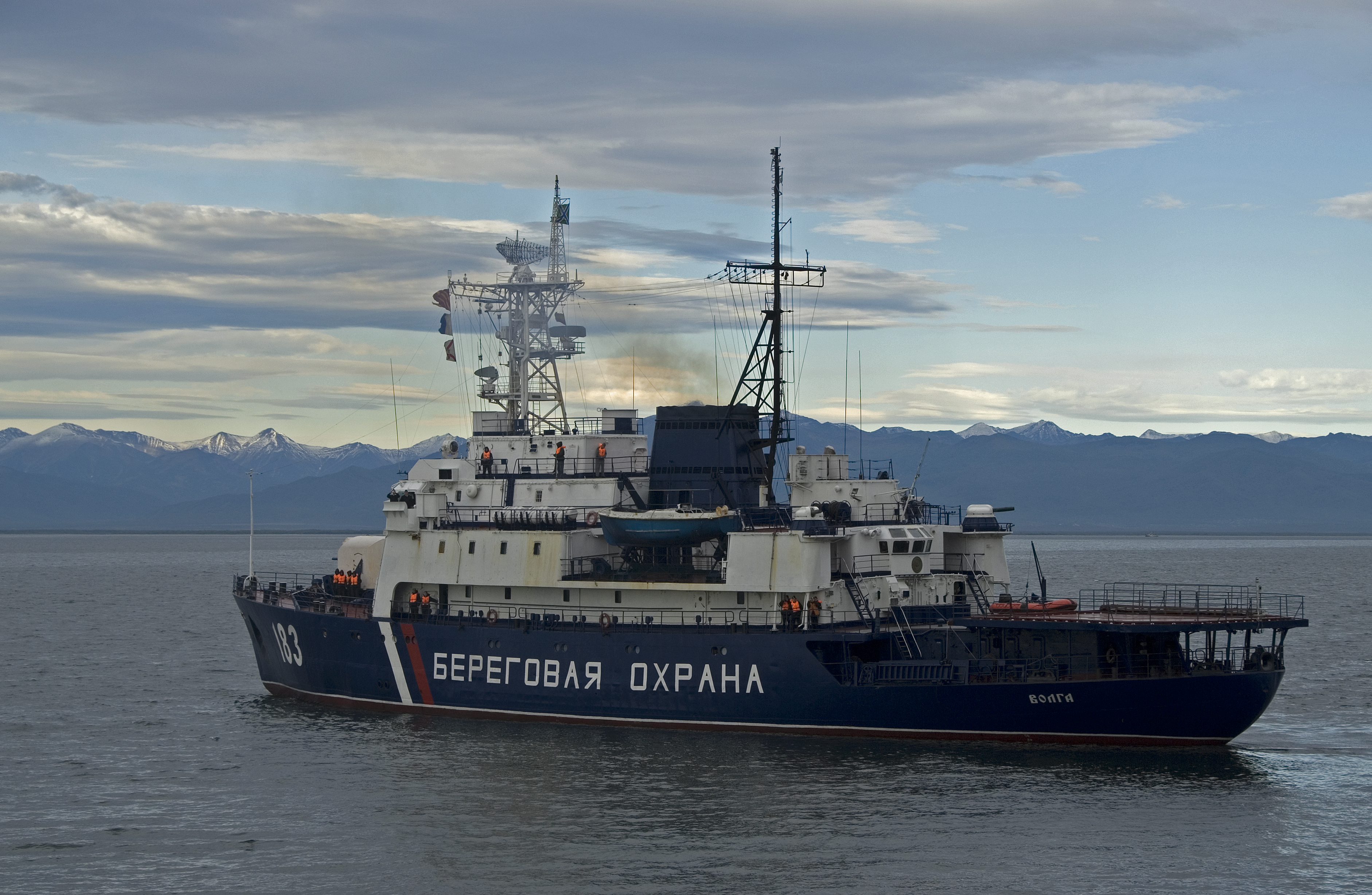
ПСКР «Волга» (пр. 97П), 2007

- Садко (дизель-электрический ледокол) — Проект 97АП
- Пересвет (ледокольный сторожевой корабль) — Проект 97АП
- Нева (ледокольный сторожевой корабль) — Проект 97П
- Волга (ледокольный сторожевой корабль) — Проект 97П
- Пурга (ледокольный сторожевой корабль) ПСКР 1938 (1957) — 1990
- Камчатка (ледокольный сторожевой корабль) ПСКР проекта 745-П
- Урал (ледокольный сторожевой корабль) ПСКР проекта 745-П
- Сахалин (ледокольный сторожевой корабль) ПСКР проекта 745-П  (недоступная ссылка)

### Патрульные ледоколы
- Иван Сусанин (патрульный ледокол) — Проект 97П

### Научные и гидрографические
- Отто Шмидт
- Петр Пахтусов (гидрографический ледокол)
- Георгий Седов (гидрографический ледокол)
- Академик Федоров (судно)

### Тип Капитан Белоусов
Строго говоря, это тип Voima: головным судном серии стал финский ледокол
- Капитан Белоусов (ледокол, 1953)
- Капитан Воронин (ледокол)
- Капитан Мелехов (ледокол)

### Тип Москва (1960)
- Москва (ледокол, 1960)
- Ленинград (ледокол)
- Киев (ледокол)
- Мурманск (ледокол, 1968)

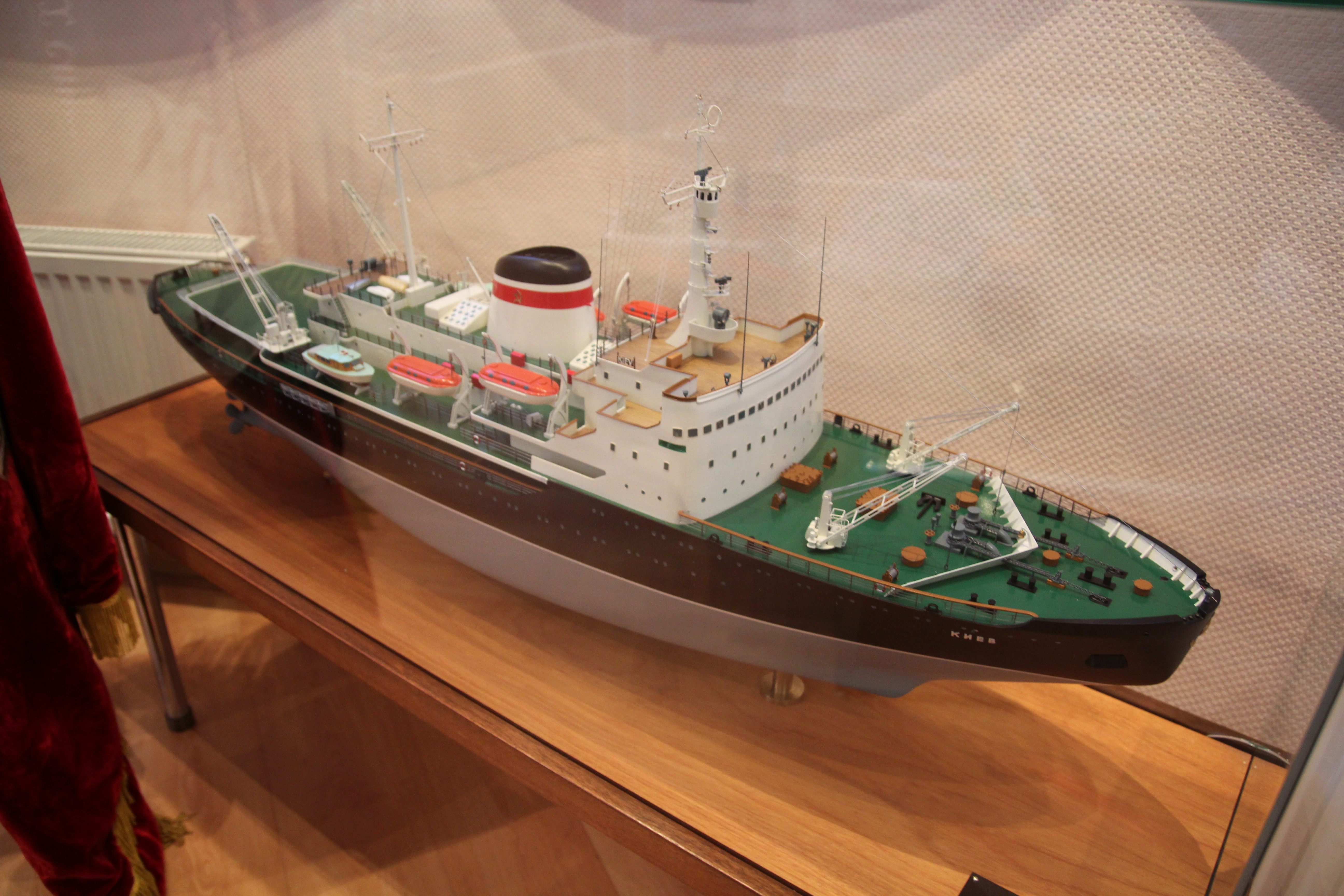
Модель ледокола «Киев» в музее Мурманского морского пароходства

- Владивосток (ледокол, 1969)

### Тип Ермак
- Ермак (ледокол, 1974)
- Адмирал Макаров (ледокол, 1975)
- Красин (ледокол, 1976)

### Тип Капитан Сорокин
- Капитан Сорокин (ледокол)
- Капитан Николаев (ледокол)
- Капитан Драницын (ледокол)
- Капитан Хлебников (ледокол)

### Тип Мудьюг
- Мудьюг (ледокол)
- Диксон (ледокол)
- Магадан (ледокол) 1982

### Тип Дон
Озерно-речные дизель-электрические ледоколы проекта 16.

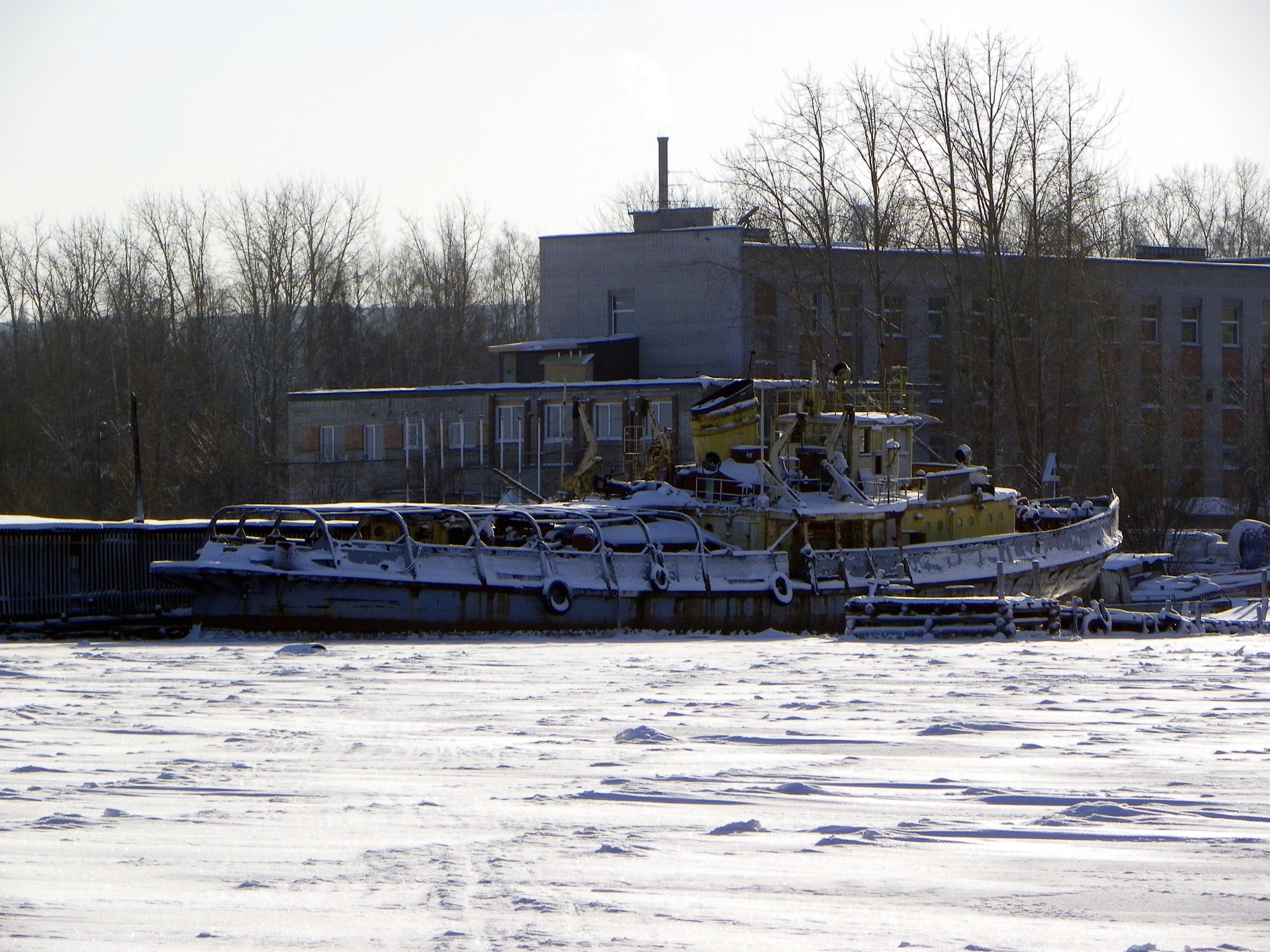
Озерный ледокол «Нева»

- Волга-1 (ледокол)
- Двина (ледокол)
- Днепр-1 (ледокол)
- Дон-1 (ледокол)
- Кама (ледокол)
- Капитан Харчиков (ледокол)
- Кубань (ледокол)
- Нева (ледокол)
- Обь (ледокол)
- Полярный (ледокол)
- Селенга (ледокол)
- Сунгари (ледокол)
- Терек-1 (ледокол)

### Тип Москва (2007)

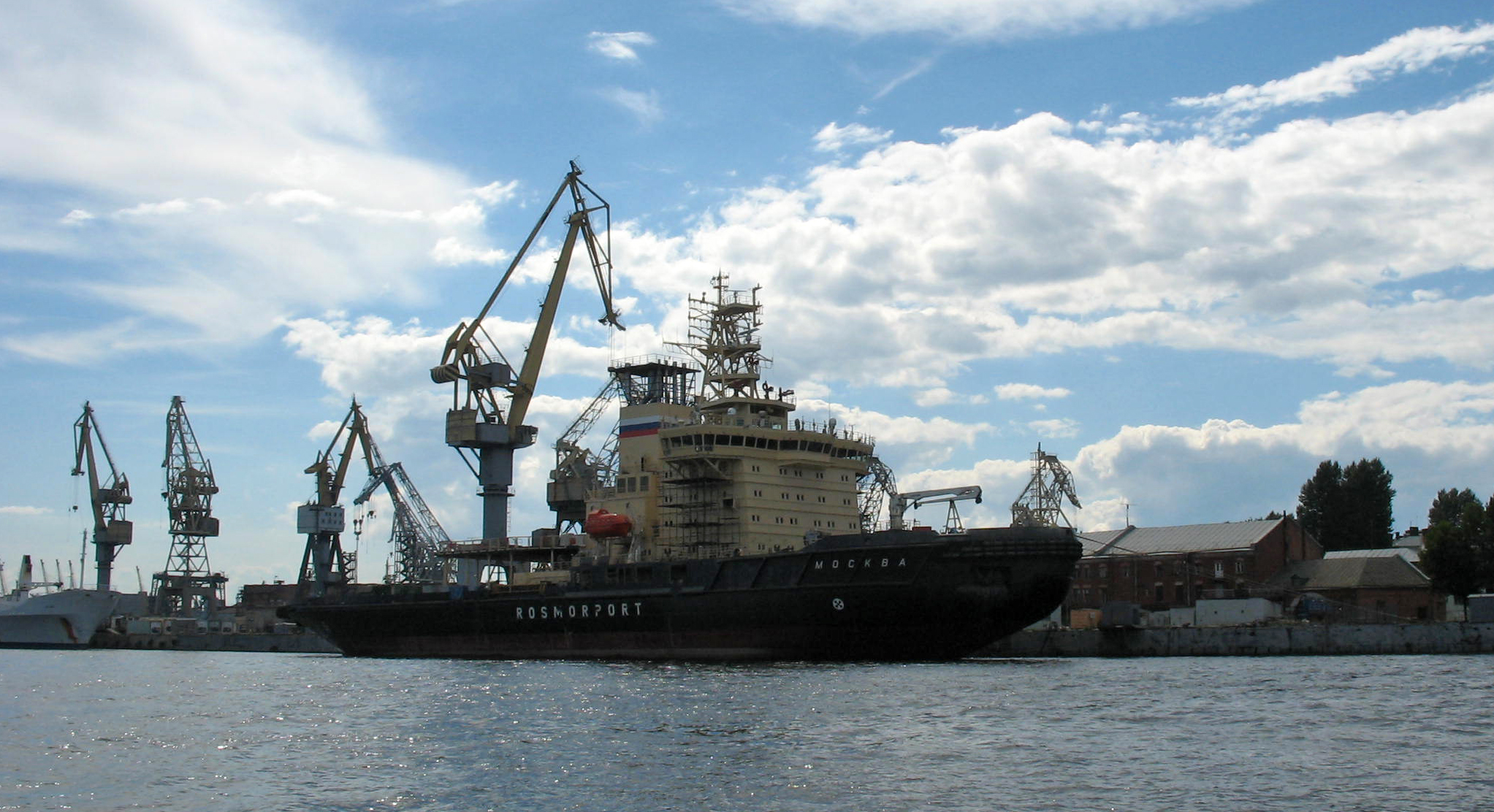
Строительство ледокола «Москва»

Балтийский завод
- Москва (ледокол)    (недоступная ссылка)
- Санкт-Петербург (ледокол)

### Тип Владивосток
- Владивосток (ледокол)
- Мурманск (ледокол, 2016)
- Новороссийск (ледокол)

### Проект 21180
- Илья Муромец (ледокол)
- Евпатий Коловрат (ледокол) (строится)

### Проект 22600
- Виктор Черномырдин (ледокол)

### проект Aker ARC 124
- Обь (ледокол)

### проект MM 65 ICE
- Полар Певек (ледокол)

### Проект IBSV01, тип Aker ARC 130А
- Александр Санников — спущен на воду 24 ноября 2016 года[1], флаг поднят 29 июня 2018.
- Андрей Вилькицкий (ледокол) 2018год.

### Проект 2805
- Невская застава (ледокол)

### Ледокольно-транспортные суда
- Иван Петров (судно) — научно-исследовательское судно Северного межрегионального территориального управления Росгидромета (предположительно, тип «Валериан Урываев»).
- Петрозаводск (судно, 1980) — транспортный рефрижератор. Построен в Дании в 1980 году как «Заполярье». 11 мая 2009 года сел на мель у острова Медвежий, Баренцево море.
- Витус Беринг -многофункциональный ледокол-снабженец. Финляндия 2012 год.

Российско-финская верфь Archtech Helsinki Shipyard Oy

#### Лесовозы тип Товарищ Сталин
Балтийский завод, первые суда советской постройки   (недоступная ссылка)  (недоступная ссылка)  (недоступная ссылка)  (недоступная ссылка)  (недоступная ссылка)
I серия
- Товарищ Сталин (судно) (англ. Steamer Tovarishch Stalin) — первый советский пароход-лесовоз, построенный на Балтийском заводе в 1927 году. Поврежден льдами, в 1941 году переоборудован в несамоходное нефтехранилище, списан в 1954 году.
- Товарищ Красин (судно) (с 1945 года «Алтай») — 25 июня 1946 подорвался на мине в Рижском заливе.
- Мироныч (до 15 сентября 1936 «Михаил Томский»)
- Красный партизан (судно) (изначально «Григорий Зиновьев») — Погиб (потоплен немецкой подлодкой?) 15 января 1943 года у о. Медвежий.

II серия
- Рабочий (судно) — 1926 год. Раздавлен льдами в море Лаптевых 22 января 1938 года.
- Крестьянин (судно) — 1926 год. Торпедирован 1 августа 1942 года немецкой подлодкой U-611 в Карском море.
- Искра (судно) — 1926 год. Первая транспортная операция на Северном морском пути — сквозное грузовое плавание лесовозов «Ванцетти» и «Искра» из Ленинграда во Владивосток c 8 июля по 9 октября 1935 года
- Правда (судно) (англ. Steamer Pravda) — 1926 год

III серия
- Сакко (судно)
- Ванцетти — Первая транспортная операция на Северном морском пути — сквозное грузовое плавание лесовозов «Ванцетти» и «Искра» из Ленинграда во Владивосток c 8 июля по 9 октября 1935 года.
- Урицкий (судно) (изначально «Товарищ Урицкий»)
- Володарский (судно) (англ. Steamer Volodarskiy, en:Volodarsky (Murmansk Shipping Company)) — 1928 (изначально «Товарищ Володарский»). С 10.05.1929 Совторгфлот. С 15.03.1934 БГМП. В 1937 Получил повреждения корпуса во время арктической навигации, законсервирован. С 01.01.1940 МГМП. 09.08.1941 мобилизован в СФ, переоборудован в несамоходное мазутохранилище. 31.08.1945 МГМП, неисправен. В 1947 восстановлен. 12.07.1965 выведен из эксплуатации. С 1969 ММП, переоборудован в плавтехбазу для атомных ледоколов. С 2008 Атомфлот.

IV серия
- Микоян (судно) — Торпедирован японской подлодкой 30 октября 1942 в Бенгальском заливе.
- Молотов (судно) (с 1959 «Холмогоры»)
- Куйбышев (судно) — Потоплен 24 августа 1942 года немецкой подлодкой U-601 у о. Белый.
- Бухарин (судно) (с 25 марта 1935 «Александр Пушкин»)

V серия
- Кингисепп (судно)
- Хрущев (судно) — В 1938 году погиб на камнях у мыса Городецкий в Мотовской губе.

V-бис серия
- Сухона (судно) («Кара»)
- Котельщик Таланкин (судно) («Пинега»)

VI серия
- Вага (судно) («Карс») — достройка в ГДР, 1952 год
- Вычегда (судно) — достройка в ГДР, 1952 год

#### Научно-исследовательские Л1 тип Валериан Урываев
- Валериан Урываев (судно)
- Профессор Богоров
- Профессор Штокман (судно)
- Профессор Колесников (судно)
- Профессор Водяницкий (судно)
- Вулканолог (судно)
- Аю-Даг (судно) (ИТЭФ)
- Профессор Куренцов (судно)
- Рудольф Самойлович (судно) Сейчас вспомогательное судно ВМС Литвы A-41 Vėtra

#### Танкеры UL 1 A1 Тип Котлас
Постройка Valmet Lajva Teollisuus (Turku, Finland)
- Котлас (судно) 1989 г., IMO 8700113

#### Риферы Л1 тип Алмазный Берег (Kristall)
Развитие типа Карл Либкнехт (Polar)
Постройка Mathias-Thesen, Висмар, ГДР 
- Алмазный Берег (судно) 1978—2004 IMO 7803815 Калининград, 1994 FROST 1, разд Аланг 2004
- Балтийский Берег (судно) 1979—1996 IMO 7906904 Калининград
- Приморский Берег (судно) 1979 IMO 7932654 Калининград, Монровия Либерия, 1994 FROST 2   (недоступная ссылка)
- Хрустальный Берег (судно) 1979—2000 IMO 7932666 Владивосток, 1999 CRISTAL SEA
- Звёздный Берег (судно) 1980—1999 IMO 8031029 Владивосток
- Чукотский Берег (судно) 1980—2000 IMO 8031031 Владивосток, авария 12.06.1999
- Камчатский Берег (судно) 1980 IMO 8031043 Владивосток, Панама, 2000 YANG XING, 2003 LUO JIA, (2006 Камч.бер. на SNOWFROST?)
- Восточный Берег (судно) 1981 IMO 8131544 Владивосток, 2000 MING YANG
- Амурский Берег (судно) 1981 IMO 8131556 Владивосток, Панама, 2000 КЭЙП НАВАРИН, 2004 CAPE NAVARIN
- Капитан Кулинич (судно) 1981—2005 IMO 8131568 ?, Панама, 1991 KAPTEINIS KULINICS
- Берег Надежды (судно) 1982 IMO 8218603 Владивосток
- Берег Мечты (судно) 1982 IMO 8225711 Владивосток
- Тамбов (судно) 1982 IMO 8225723 Мурманск, Белиз сити Белиз, 2004 GUADALAJARA
- Профессор Меграбов (судно) 1978 IMO 7723065, Германия, с 1996 Клайпеда, Владивосток, Lichtenhagen 1993 BREMER TRADER, 1993 INVISIBLE, 1997 MARSAS, 2001 ЛАНЖЕРОН, 2005 ПРОФЕССОР МЕГРАБОВ
- Polar V (судно) 1978 IMO 7813420 1994 ROMAN BLIZARD, 1997 OZARK // Румыния
- POLAR VI (судно) 1979 IMO 7818418 1994 ROMAN COOLER, 1997 BLUE RIDGE // Румыния

#### Лесовозы газотурбоходы тип Павлин Виноградов 1959 (6 судов)
Постройка Балтийский завод, пр.580
- Лотта (судно) — бывший «Павлин Виноградов», сейчас плавбаза Атомфлота
- Мезеньлес (газотурбоход)
- Умбалес (газотурбоход)
- Теодор Нетте (газотурбоход)
- Печоралес (газотурбоход)
- Иоганн Махмасталь (газотурбоход)

#### Лесовозы УЛ1 тип Павлин Виноградов 1987 (13 судов)
Постройка Гданьск/ПНР
- Павлин Виноградов (судно) — 1987 г. 7700 т
- Инженер Плавинский (судно) — 1988 г. 9250 т
- Александр Сибиряков (судно) — 1989 г. 7075 т
- Иоганн Махмасталь (судно) — 1990 г. 7075 т
- Теодор Нетте (судно) — 1990 г.
- Академик Глушко (судно) — 1990 г.

#### Лесовозы тип Волголес 1931
Постройка Ленинградский судостроительный завод им. А.Марти (Адмиралтейские верфи)
 
- Волголес (судно, 1931) / заводской № 92, заложено 1931, сдано 1932; 22.06.1941 захвачено немцами в порту Штеттин, переименовано в «Colmar». 19.08.1944 торпедировано в районе Киркенеса.
- Двинолес (судно, 1931) / заводской № 93, заложено август 1931, сдано 1932; 04.02.1942 погибло в Северной Атлантике.
- Комилес (судно, 1931) / заводской № 94, заложено 16.12.1931, сдано 1933; Погибло в 1948
- Севзаплес (судно) / заводской № 95, заложено 16.12.1931, сдано 1933; списано 10.01.1972
- Кузнец Лесов (судно) / заводской № 122, заложено 02.10.1932, сдано 1933; 23.11.1942 погибло в Северной Атлантике.
- Максим Горький (судно, 1933) / заводской № 123, заложено 02.10.1932, сдано 1933; списано 23.12.1971
- Клара Цеткин (судно) / заводской № 124, заложено 25.06.1933, сдано 19.12.1934; списано 1975
- Вторая Пятилетка (судно) / заводской № 125, заложено 25.06.1933, сдано 1934; 30.08.1941 погибло в Финском заливе на пути из Таллина в Ленинград.

#### Лесовозы Л1 тип Волголес 1960
Проект В-514-РТ.
Постройка Гдыня, ПНР 1960—1961 годов
- Волголес (судно)
- Комилес (судно)
- Двинолес (судно)
- Северолес (судно)
- Приморлес (судно)
- Алданлес (судно)
- Адимилес (судно) — Капитан Белошапкин
- Абаканлес (судно)
- Архангельсклес (судно)
- Алапаевсклес (судно)
- Алатырьлес (судно)
- Андомалес (судно)
- Ангарсклес (судно)
- Абагурлес (судно)
- Брянсклес (судно)
- Анадырьлес (судно)

#### Лесовозы тип Вытегралес проект 596, 596М (64 судна)
С 1 ноября 1968 года лесовозы проекта 596 передаются в ведение Черноморского управления судов космической службы, в состав Поисково-спасательной службы Военно-Морского Флота, переоборудуются и переводятся в класс экспедиционно-океанографических судов. В новом качестве суда получили названия «Апшерон», «Диксон», «Донбасс», «Даурия», «Баскунчак», «Севан», «Тамань», «Ямал».
Четыре судна Поисково-спасательной службы — «Ямал» (бывший «Тоснолес»), «Даурия» («Выборглес»), «Тамань» («Суздальлес») и «Севан» («Свирьлес») — оснащены радиотехническими средствами поиска, вертолетами Ка-25, системами подъема.
После переоборудования ПСК (поисково-спасательные корабли) использовались для обеспечения космических программ.   
Постройка Ленинград, ССЗ им. А. А. Жданова:
- Космонавт Павел Беляев (судно) — (заводской № 951/862) 1963 ранее «Вытегралес»
- Диксон (судно) — (заводской № 952) 1963 «Восток-3»
- Донбасс (судно) — (заводской № 953) 1964 «Восток-4»
- Апшерон (судно) — (заводской № 954) 1964 «Вагалес»
- Чулымлес (судно) — (заводской № 955) 1964
- Восток-2 (судно) — (заводской № 956) 1964
- Восток-5 (судно) — (заводской № 957) 1965
- Восток-6 (судно) — (заводской № 958) 1965
- Восход (теплоход-лесовоз) — (заводской № 959) 1965
- Новая Земля (судно) — (заводской № 960) 1965
- Тамань (судно) — (заводской № 961) 1966 ранее «Суздальлес», позднее «Ивано-Франковск»
- Баскунчак (судно) — (заводской № 962) 1966 ранее «Кириши», позднее «Чорнивцы»
- Невель (судно) — (заводской № 963) 1967
- Боровичи (судно) — (заводской № 964) 1967
- Вася Алексеев (судно) — (заводской № 965) 1967
- Новая Ладога (судно) — (заводской № 966) 1967
- Нижний Тагил (судно) — (заводской № 967) 1967
- Порхов (судно) — (заводской № 968) 1967
- Красная Горка (судно) — (заводской № 969) 1967
- Космонавт Георгий Добровольский (судно) — (заводской № 970/683) 1968 ранее «Назар Губин»
- Космонавт Виктор Пацаев (судно) — (заводской № 971/684) 1968 ранее «Семен Косинов»
- Иван Черных (судно) — (заводской № 972) 1968

Постройка Выборгский ССЗ:
- Даурия (судно) — (заводской № 801) 1963 ранее «Выборглес»
- Тоснолес (судно) — (заводской № 802) 1964 позднее «Ямал»
- Космонавт Владислав Волков (судно) — (заводской № 803/681) 1964 ранее «Енисейлес»
- Севан (судно) — (заводской № 804) 1964 «Свирьлес»
- Сангарлес (судно) — (заводской № 805) 1965
- Таймыр (судно) — (заводской № 806) 1965
- Вайгач (судно) — (заводской № 807) 1965
- Каргополь (судно) — (заводской № 808) 1966
- Кильдин (судно) — (заводской № 809) 1966
- Моржовец (судно) — (заводской № 810) 1966
- Кегостров (судно) — (заводской № 811) 1966
- Кулой (судно) — (заводской № 812) 1967
- Ямал (судно) — (заводской № 813) 1967
- Вытегра (судно) — (заводской № 814) 1967
- Ока (судно) — (заводской № 815) 1967
- Золотица (судно) — (заводской № 816) 1967
- Бакарица (судно) — (заводской № 817) 1968
- Маймакса (судно) — (заводской № 818) 1968
- Исакогорка (судно) — (заводской № 819) 1968

Проект 596М, все — Выборгский ССЗ:
- Петрозаводск (судно) — (заводской № 820) 1968
- Пертоминск (судно) — (заводской № 821) 1968
- Плесецк (судно) — (заводской № 822) 1968
- Пулково (судно) — (заводской № 823) 1969
- Пустозерск (судно) — (заводской № 824) 1969
- Поной (судно) — (заводской № 825) 1969
- Пермь (судно) — (заводской № 826) 1969
- Поморье (судно) — (заводской № 827) 1969
- Паланга (судно) — (заводской № 828) 1969
- Памир (судно) — (заводской № 829) 1970
- Петровский (судно) — (заводской № 830) 1970
- Печенга (судно) — (заводской № 831) 1970
- Парголово (судно) — (заводской № 832) 1970
- Петрокрепость (судно) — (заводской № 833) 1970
- Пушлахта (судно) — (заводской № 834) 1970
- Павлово (судно) — (заводской № 835) 1971
- Прокопьевск (судно) — (заводской № 836) 1971
- Пржевальск (судно) — (заводской № 837) 1971
- Комсомолец Сахалина (судно) — (заводской № 838) 1971
- Паромай (судно) — (заводской № 839) 1971
- Приморье (судно) — (заводской № 840) 1971
- Парамушир (судно) — (заводской № 841) 1971
- Поронайск (судно) — (заводской № 842) 1972

#### Лесовозы Л1 тип Углегорск (11 судов)
Постройка 1990—1992 годов SEDEF SHIPYARD, Турция  (недоступная ссылка) по заказу AKP SOVCOMFLOT, заводские номера 71-82.
Изначально названы в честь населенных пунктов Сахалина. 
- Navaga (судно) — лесовоз «Углегорск» IMO 8817813  (недоступная ссылка)
- Arctic Sea (судно) — лесовоз «Охотское»
- Atlantic Star (судно) — лесовоз «Макаров» IMO 8817837  (недоступная ссылка)
- Baltic Star (судно) — лесовоз «Советская Гавань», IMO 8817851  (недоступная ссылка)
- ST Brilliance (судно) — лесовоз «Новокубанск», IMO 8900995  (недоступная ссылка)
- ST Champion (судно) — лесовоз «Горнозаводск», IMO 8900971  (недоступная ссылка)
- ST Spirit (судно) — лесовоз «Байково», IMO 8901004  (недоступная ссылка)  (недоступная ссылка)
- ST Star (судно) — лесовоз «Курильск», IMO 8817849  (недоступная ссылка)
- Onego Spirit (судно) — лесовоз «Рыбновск», IMO 8900969  (недоступная ссылка)
- Maria (судно) — лесовоз «Чапланово», IMO 8901016  (недоступная ссылка)  (недоступная ссылка)
- Bodyer (судно) — лесовоз «Бошняково», IMO 8817863  (недоступная ссылка) «05/10/1998 8/54/00 N 97/50/00 E A Lithuanian-flag cargo ship ALGIRDAS was attacked at 0121 UTC 40 miles from the Thai port of Phuket. The attack reportedly was launched from a high speed craft carrying 25 armed persons who forced the crew to stop the engines. They manacled them to the rail while they looted the ship. The second officer was injured by gunfire.»

#### Грузопассажирские тип Андрей Жданов
Первая серия
- Андрей Жданов (судно)
- Мария Ульянова (судно) («Ян Рудзутак»)

Вторая серия
- Феликс Дзержинский (судно)
- Смольный (судно)
- Кооперация (судно) («Ветер») [radikal.ru/F/s53.radikal.ru/i141/0906/ab/774a36cd1799.jpg.html]

Третья серия
- Сибирь (судно)

#### Тип Витус Беринг (5 судов)
Херсонский судостроительный завод, проект 1062
- Витус Беринг (судно)
- Алексей Чириков (судно)
- Владимир Арсеньев (судно)
- Василий Головнин (судно)
- Степан Крашенников (судно)

#### Тип Иван Папанин, проект 10620/10621 (3 судна)
Херсонский судостроительный завод, проект 10621
Всего 3 судна, в России 1:
- «Иван Папанин»
- «Ледяная дева» — продано Кипру, переоборудуется в прогулочное судно ледокольного типа
- «Снежный дракон» — продано в 1993 году КНР, эксплуатируется в качестве ледокола в Арктике

#### Тип Амгуэма, проект 550 (12+4+1 судов)
- Амгуэма (судно) 1962  (недоступная ссылка)
- Наварин (судно) 1967  (недоступная ссылка)
- Василий Федосеев (судно) 1969  (недоступная ссылка)
- Гижига (судно) 1967  (недоступная ссылка)
- Ванкарем (судно) 1966  (недоступная ссылка)
- Капитан Бондаренко (судно) 1966  (недоступная ссылка)
- Капитан Готский (судно) 1965  (недоступная ссылка)
- Капитан Кондратьев (судно) 1972  (недоступная ссылка)
- Капитан Марков (судно) 1968 списано 1990  (недоступная ссылка)  Судно участвовало в 25-й Советской Антарктической экспедиции.
- Оленек (судно) 1964  (недоступная ссылка)  Судно затонуло 31 октября 1979 года в Балтийских проливах в результате столкновения с танкером «Генерал Шкодунович».
- Пенжина (судно) 1963 списано 1988   (недоступная ссылка)  В 1977 году судно участвовало в экспедиции в Антарктиду.
- Наварин (судно) 1967
- Капитан Мышевский (судно) Сдано 22.12.70 списано 1994  (недоступная ссылка)  Херсонский судостроительный завод, проект 550
- Павел Пономарев (судно) Сдано 27.12.71  Херсонский судостроительный завод, проект 550
- Капитан Кондратьев (судно) Сдано 30.12.72  Херсонский судостроительный завод, проект 550
- Яуза (судно) ВМФ, Сдано 30.12.74  Херсонский судостроительный завод, проект 550
- Михаил Сомов (судно) НИС Госкомитет по гидрометеорологии и гидрологии СССР, Сдано 30.06.75  Херсонский судостроительный завод, проект 550

#### Лесовозы тип Мирный
Ship Building Yard «Hollming», Rauma, Finland 
- Мирный (теплоход)

#### Тип Пионер
«Нептун верфт» (VEB Schiffswerft Neptun) г. Росток, ГДР. Всего построено судов в серии 33. Суда работали в Мурманском морском пароходстве, Дальневосточном морском пароходстве и Камчатском морском пароходстве.
- Пионер (судно) 20-03-1968 IMO 6727014
- Юта Бондаровская (судно)
- Нина Куковерова (судно)
- Володя Щербацевич (судно)
- Нина Сагайдак (судно)
- Коля Мяготин (судно)
- Саша Ковалёв (судно)
- Саша Бородулин (судно) заложен 31-12-1969, эксплуатация с 31-03-1970 слом в Индии 12-2000. IMO 7014048 (7014098?)
- Павлик Ларишкин (судно) последнее в серии(?), 1971
- Пионерская зорька (судно) заложен 2-6-1972, эксплуатация с 30-9-1972, продан 1996 Eckardt Marine GmbH Hamburg слом во Вьетнаме 1996 IMO 7221304

#### Тип Пионер Москвы
Постройка Выборгский судостроительный завод
Не путать с типом «Николай Жуков»: надводная часть похожа, но «Жуковы» имеют носовой бульб .
- Пионер Москвы (судно) 1973 IMO 7334785
- Пионер Эстонии (судно) 1976 IMO 7640720
- Пионер Молдавии (судно) 1979 IMO 7741263
- Пионер Белоруссии (судно) 1978 IMO 7733656
- Пионер Казахстана (судно) 1979 IMO 7741251
- Пионер Якутии (судно) IMO 7646750
- Пионер Сахалина (судно) 1974 IMO 7420572
- Пионер Южно-Сахалинска (судно) 1974 IMO 7436569
- Пионер Холмска (судно) 1975 IMO 7507112
- Пионер Карелии (судно) IMO 7733668
- Пионер Северодвинска (судно) 1975 IMO 7518240
- Пионер Литвы (судно) IMO 7644013
- Пионер Колы (судно) IMO 8033194
- Пионер Онеги (судно) IMO 7524354
- Пионер Архангельска (судно) IMO 7418452
- Павел Корчагин (судно) 1980 IMO 7832775
- Пионер Корсакова (судно) (Пионер Узбекистана) 1980 IMO 7831886
- Пионер России (судно) 1976 IMO 7620316
- Пионер Славянки (судно)
- Пионер Чукотки (судно) 1975
- Пионер Киргизии (судно)
- Иван Рябов (судно) (Heidenau) 1979 IMO 7942348
- Технолог Конюхов (судно) (RABENAU) 1979 IMO 7942350
- Анатолий Торчинов (судно) (Пионер Охи) 1997 IMO 7943201
- Капитан Сахаров (судно)
- Механик Желтовский (судно)

#### Танкеры UL 1 Тип Самотлор
Постройка RAUMA-REPOLA OY — RAUMA
- Самотлор (судно)
- Александр Следзюк (судно) 1975 г. IMO 7359345

#### Танкеры UL1 Тип Lunni (Лунни)
Постройка WERFT NOBISKRUG GMBH — RENDSBURG, GERMANY
- Индига (судно) 1976 г. IMO 7421942 en:MT Indiga Бывший «Lunni»
- Варзуга (судно) 1977 г. IMO 7500401 en:MT Varzuga Бывший финский «Uikku». После модернизации в 1993 году танкер «Uikku» стал первым в мире торговым судном с азиподом в качестве основного движителя.

#### Танкеры L2 Тип Хатанга(?)
Постройка Kockums AB, Malme, Sweden
- Хатанга (судно) 1987 г., IMO 8610887, бывший Bauska, построен как «Nord Skagerrak»(?)

#### Лесовозы Л1 тип Беломорсклес, проект Б-45
проект Б-45
Постройка Гданьск, ПНР, 1962—1968 г 
- Беломорсклес (судно)
- Забайкальск (судно)
- Победино (судно)
- Райчихинск (судно)
- Беломорсклес (судно)
- Бобруйсклес (судно)
- Белозерсклес (судно)
- Амурсклес (судно)
- Браславлес (судно)
- Ангаралес (судно)
- Алтайлес (судно)
- Балахналес (судно)
- Буреялес (судно)
- Березиналес (судно)
- Кандалакшалес (судно)
- Саянылес (судно)
- Припятьлес (судно)
- Селенгалес (судно)
- Сахалинлес (судно)
- Тайга (судно)
- Мироныч (судно)
- Братсклес (судно)
- Валдайлес (судно)
- Туломалес (судно) — «Капитан Абакумов»
- Вилюйлес (судно)
- Витимлес (судно) погиб в 1965 г
- Ветлугалес (судно)
- Ураллес (судно)
- Тоболлес (судно)
- Сегежалес (судно)
- Вычегдалес (судно)
- Коношалес (судно) — «Волга»
- Сунгари (судно)
- Николай Миронов (судно)
- Аргунь (судно)
- Тюмень (судно)
- Гродеково (судно)
- Воркута (судно)
- Норьян-Мар (судно)
- Холмск (судно)
- Салехард (судно)
- Нордвик (судно)
- Тайгонос (судно)
- Краскино (судно)
- Тайшет (судно)
- Путятин (судно)
- Бухара (судно)
- Кунгур (судно)
- Ковда (судно)
- Воскресенск (судно)
- Загорск (судно)
- Шатура (судно)
- Тулома (судно)
- Орехово-Зуево (судно)
- Электросталь (судно)
- Руза (судно)
- Барнаул (судно)
- Канск (судно)
- Шадринск (судно)
- Рубцовск (судно)
- Дарасун (судно)
- Бодайбо (судно)
- Поронин (судно)
- Байконур (судно)
- Механик Рыбачук (судно)
- Улан-Уде (судно)  (недоступная ссылка)
- Джурма (судно)
- Хатанга (судно)

#### Тип СА-15 тип Норильск
Постройка Вяртсила, Турку, Финляндия Валмет (OY WARTSILA AB, Turku, Finland)
- CA-15 (судно)
- Оха (судно) — Mahinabank    (недоступная ссылка)
- Кола (судно) 1983
- Кандалакша (судно) 1984

#### Тип СА-15 Super тип А. Колесниченко
Постройка Вяртсила, Турку, Финляндия Валмет (OY WARTSILA AB, Turku, Finland)
- Юрий Аршеневский (судно) 1986
- Капитан Данилкин (судно) 1987
- Анатолий Колесниченко (судно)
- Капитан Ман (судно)
- Василий Бурханов (судно)

#### Балкеры тип Капитан Панфилов (11 судов)
Херсонский судостроительный завод, проект 1592
- Капитан Панфилов (судно) Сдано 10.11.75
- Капитан Реутов (судно) Сдано 15.07.76
- Капитан Хромцов (судно) Сдано 28.12.76
- Капитан Дубинин (судно) Сдано 19.01.77
- Капитан Ижмяков (судно) Сдано 06.11.77
- Капитан Мещеряков (судно) Сдано 22.06.78
- Капитан Гудин (судно) Сдано 29.11.78
- Капитан Вавилов (судно) Сдано 18.09.79
- Иван Нестеров (судно) Сдано 02.09.80
- Капитан Стулов (судно) Сдано 02.09.80
- Юстас Палецкис (судно) Сдано 30.05.81

#### Буровые тип Газпром
Херсонский судостроительный завод
- Газпром-1 (судно)
- Наука (судно)

#### Ледокольные суда река-море тип Капитан Евдокимов, проект 1191 (всего 8 судов)
- Капитан Евдокимов (судно) 1983 (Архангельск)
- Капитан Бабичев (судно) 1983 (Жатай, ОАО «Ленское объединенное речное пароходство»)
- Капитан Бородкин (судно) 1983 (Жатай, ОАО «Ленское объединенное речное пароходство»)
- Капитан Чудинов (судно) 1983 (Астрахань)
- Капитан Мецайк (судно) 1984 (Подтесово, ОАО «Енисейское речное пароходство») Списан?
- Авраамий Завенягин (судно) (бывший «Капитан Крылов») 1984 (Дудинка, Норильский Никель)
- Капитан Демидов (судно) 1984 (Ростов-на-Дону, Азово-Донское бассейновое управление)
- Капитан Мошкин (судно) 1986 (Таганрог, ОАО «Таганрогский Морской Торговый Порт»)

#### Контейнеровозы тип Aker Arctic CS 650 (1+4 судна)
Постройка «STX Europe» («Aker Finn-Yards») по заказу ГМК «Норильский никель».
- Норильский никель (судно)    движитель-азипод!  Это головное судно проекта Aker Arctic CS 650, но единственное построено в Финляндии, остальные в Германии.

Постройка Wadan Yards (Германия) по заказу ГМК «Норильский никель».
- Мончегорск (судно)
- Заполярный (судно)
- Талнах (судно)
- Надежда (судно)

#### Многоцелевые снабженцы тип MOSS 828
Постройка Havyard Leirvik AS (Норвегия) по заказу ЗАО «Севморнефтегаз», на июль 2009 оператор (и владелец?) ООО «Газфлот»  
- Юрий Топчев (судно)
- Владислав Стрижов (судно)

#### Многоцелевые снабженцы тип Rolls-Royce UT 758
Постройка STX Europe (Румыния)  для Swire Pacific Offshore (Сахалин-2)
- Pacific Endeavour (судно)
- Pacific Endurance (судно)
- Pacific Enterprise (судно)

#### Танкеры тип Пермь
Постройка Aker MTW Schiffswerft GmbH, ВИСМАР, Германия
- Пермь (судно)
- Волгоград (судно)

#### Балкеры тип Михаил Стрекаловский
Постройка Варноверфь, Варнемюнде, ГДР
- Михаил Стрекаловский (судно) 1981
- Павел Вавилов (судно) 1981 http://www.ivki.ru/kapustin/mvessels/vavilov/vavilov.htm
- Капитан Свиридов (судно) 1982
- Капитан Чухчин (судно) 1981
- Виктор Ткачев (судно)
- Иван Макарьин (судно)
- Капитан Цируль (судно)
- Капитан Бочек (судно)
- Капитан Воденко (судно)
- Тим Бак (судно)
- Капитан Кудлай (судно)
- Капитан Вакула (судно)
- Капитан Назарьев (судно)
- Анатолий Ляпидевский (судно)

#### Балкеры Л1 тип Печенга
Постройка VALMET LAIVATEOLLISUUS, FINLAND YARD
- Печенга (судно) 1985 г., IMO 8416504

#### Балкеры тип Грумант (5 судов на август 2009)
Мурманское морское пароходство
KM (*) LU4 [i] A2 BULK CARRIER no MP BC-A (ESP)
- Грумант (судно) 2006
- Поморье (судно) 2007
- Заполярье (судно) 2008
- Новая Земля (судно) 2009
- Северная Земля (судно) 2009

#### Балкеры тип Дмитрий Донской
Постройка Варновверфь, Варнемюнде, ГДР
- Дмитрий Донской (судно)
- Михаил Кутузов (судно)
- Иван Богун (судно)
- Юрий Долгорукий (судно)
- Кузьма Минин (судно)
- Александр Невский (судно)
- Петр Великий (судно) 1978
- Дмитрий Пожарский (судно) 1978   Архивная копия от 29 января 2009 на Wayback Machine
- Емельян Пугачев (судно) 1980
- Степан Разин (судно) 1980
- Адмирал Ушаков (судно)
- Александр Суворов (судно)
- Иван Сусанин (судно)

#### Танкеры тип Санкт-Петербург
Постройка Aker MTW Schiffswerft GmbH, ВИСМАР Германия
- Санкт-Петербург (ледокольный танкер) 1999
- Майкоп (ледокольный танкер)
- Мурманск (ледокольный танкер)

#### Танкеры УЛ1 тип Астрахань (проект 20070)
Постройка «Адмиралтейские верфи», Санкт-Петербург, для «Лукойл-Арктик-Танкер».  
- Астрахань (судно) в эксплуатации с 03.2000
- Магас (судно) в эксплуатации с 07.2000
- Калининград (судно) в эксплуатации с 02.2001

#### Танкеры УЛ1 тип Саратов (проект 20071)
Постройка «Адмиралтейские верфи», Санкт-Петербург, для «Лукойл-Арктик-Танкер».  
- Саратов (судно) в эксплуатации с 08.2002
- Усинск (судно) в эксплуатации с 10.2002

#### Танкеры тип Михаил Ульянов (проект Р-70046)

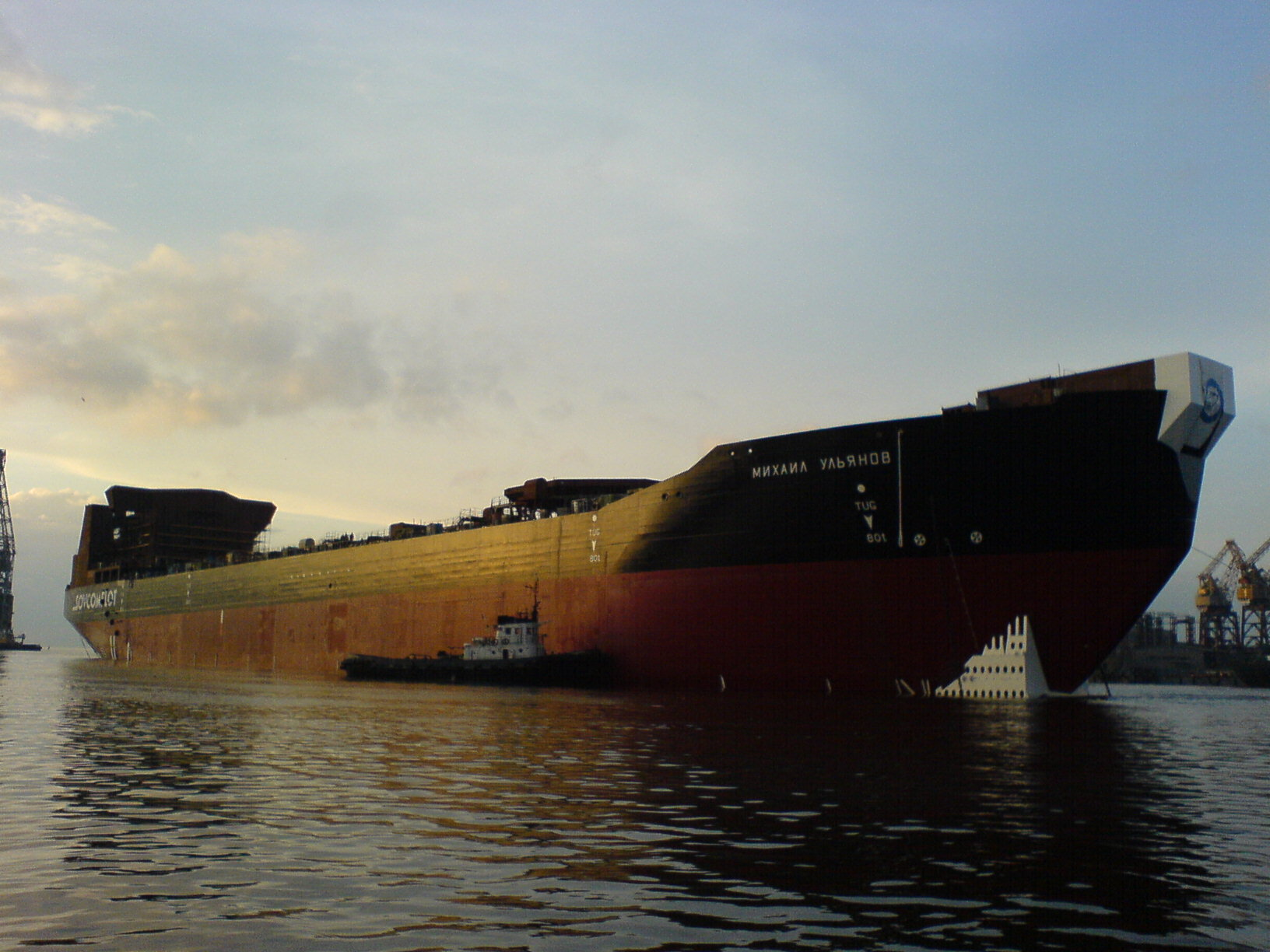
Танкер «Михаил Ульянов» после спуска на воду 31 октября 2008 года

Постройка «Адмиралтейские верфи», Санкт-Петербург, для ОАО «Совкомфлот». Предназначены для перевозки нефти с морской ледостойкой нефтедобывающей платформы «Приразломная» на перегрузочный терминал в районе Мурманска. 
Движитель — 2 поворотные винторулевые колонки типа азипод.
- Михаил Ульянов — спуск 30.10.2008  (недоступная ссылка)
- Кирилл Лавров — спуск 18.12.2009  (недоступная ссылка)

#### Танкеры тип БАМ
- БАМ (ледокольный танкер)

#### Тип Лена (6 судов)
Постройка De Schelde (Флиссинген, Голландия)
- Лена (дизель-электроход)  (недоступная ссылка)
- Енисей (дизель-электроход) (недоступная ссылка)
- Обь (дизель-электроход)  (недоступная ссылка)  — модифицированное судно типа «Лена», флагман Советских антарктических экспедиций (САЭ) до смены его НЭС «Михаил Сомов»   (недоступная ссылка)
- Ангара (дизель-электроход)
- Индигирка (дизель-электроход) — спуск 8 сентября 1956 года   «Золотая трость» Монреаля 1966 (капитан А. Ф. Пинежанинов). Судну посвящена баллада поэта Льва Ошанина.
- Байкал (дизель-электроход)

### прочие
- ФЕСКО Сахалин (судно)
- Владимир Игнатюк (ледокол) бывший канадский «Arctic Kalvik»
- Капитан Коваленко (ледокол)
- Талаги (ледокол) бывший канадский «Canmar Kigoriak»
- Капитан Косолапов (ледокол)  (недоступная ссылка)

## Атомные
- Ленин
- Севморпуть Атомный контейнеровоз  (недоступная ссылка)

### Тип Арктика
- Арктика
- Сибирь
- Россия
- Советский Союз
- 50 лет Победы
- Ямал (ледокол)

### Тип Таймыр
- Таймыр
- Вайгач

### Тип ЛК-60Я (проект 22220)
- Арктика
- Сибирь
- Урал
- Якутия
- Чукотка (строится)
- Ленинград (строится)
- Сталинград (строится)

### Тип ЛК-120Я(проект 10510)
- Лидер (строится)